# Ran-D
Randy "Ran-D" Wieland (18. maj 1981 i Zeeland) er en hollandsk DJ og musikproducer. Ran-D har været aktiv i hardstyle-musik siden 2006, da han udgav sit første nummer "D-Pression" hos Special Records.

## External links
- Wikimedia Commons har flere filer relateret til Ran-D
- Officiel hjemmeside (engelsk)
- Roughstate Music Arkiveret 20. september 2020 hos  Wayback Machine (engelsk)
- A2 Records (engelsk)